# Eriophorum crinigerum
Eriophorum crinigerum är en halvgräsart som först beskrevs av Asa Gray, och fick sitt nu gällande namn av Alan Ackerman Beetle. Eriophorum crinigerum ingår i släktet ängsullssläktet, och familjen halvgräs. Inga underarter finns listade i Catalogue of Life.